# Stazione di Bologna San Vitale
La stazione di Bologna San Vitale è una fermata ferroviaria posta sulle linee Bologna-Ancona e Bologna-Firenze (direttissima). Si trova sul confine degli ex-quartieri bolognesi di San Donato e di San Vitale.

## Storia
La fermata di Bologna San Vitale venne attivata il 15 dicembre 2013; la sua inaugurazione, con l'attivazione del servizio ferroviario sulla direttrice Bologna-Ancona, è avvenuta il 14 settembre 2014, con 32 corse nei giorni feriali e 17 nei festivi. Il servizio vede un significativo incremento a partire dal 13 dicembre 2015, con l'attivazione dei binari 3 e 4 sulla direttrice Bologna-Firenze e la conseguente fermata in stazione di 47 ulteriori corse.

## Strutture e impianti
La fermata conta quattro binari, serviti da altrettanti marciapiedi laterali collegati da un sottopassaggio.
La fermata sorge nelle immediate adiacenze della stazione di Bologna Rimesse, sulla ferrovia Bologna-Portomaggiore. L'interscambio tra le due stazioni avviene tramite il marciapiede del binario 4 di Bologna San Vitale, ed è destinato a essere potenziato nell'ambito dei lavori di adeguamento di Bologna Rimesse agli standard del servizio ferroviario metropolitano di Bologna.

## Movimento
La fermata è servita da treni regionali svolti da Trenitalia Tper nell'ambito del contratto di servizio stipulato con la regione Emilia-Romagna.
La fermata è interessata dai treni delle linee S1 (Porretta Terme - Bologna Centrale - San Benedetto Sambro-Castiglione Pepoli) e S4B (Bologna Centrale - Imola) del servizio ferroviario metropolitano di Bologna.
A novembre 2019, la stazione risultava frequentata da un traffico giornaliero medio di circa 844 persone (394 saliti + 450 discesi).

## Servizi
La stazione è classificata da RFI nella categoria silver.
La fermata dispone dei seguenti servizi:
- Biglietteria automatica

## Interscambi
- Stazione di Bologna Rimesse
- Fermata autobus (Stazione San Vitale, linee 38, 39, 61)